# Sandra Drabik
Sandra Drabik, född 13 augusti 1988 i Kielce, är en polsk boxare.

## Karriär
I oktober 2011 tog Drabik silver i bantamvikt vid EM i Rotterdam efter en finalförlust mot ryska Jelena Saveljeva. I juni 2015 vid europeiska spelen i Baku tog hon silver i flugvikt efter en finalförlust mot brittiska Nicola Adams. I november 2016 vid EM i Sofia tog Drabik brons i flugvikt.
I juni 2019 tog Drabik brons i flugvikt vid europeiska spelen i Minsk. Vid OS i Tokyo 2021 blev hon utslagen i den första omgången i flugvikt av uzbekiska Tursunoy Rakhimova.